# René Barbier
René Barbier (4. marts 1891 – 9. marts 1966) var en fransk fægter som deltog i de olympiske lege 1928 i Amsterdam.
Barbier vandt en sølvmedalje i fægtning under OL 1928 i Amsterdam. Han var med på det franske hold som kom på en anden plads i disciplinen holdkonkurrence i kårde bagefter Italien. De andre på holdet var Armand Massard, Georges Buchard, Gaston Amson, Émile Cornic og Bernard Schmetz.